# Laurence BonJour
Laurence BonJour (* 31. August 1943) ist ein US-amerikanischer Philosoph.

## Leben
BonJour graduierte zum Bachelor of Science am Macalester College und wurde an der Universität Princeton bei Richard Rorty promoviert. BonJour lehrte an der University of Texas at Austin und anschließend an der University of Washington. Seine Lehrschwerpunkte liegen im Britischen Empirismus, in der Erkenntnistheorie und in Immanuel Kants Philosophie.
Laurence BonJour erlangte vor allem mit seinem Werk The Coherency Theory of Knowledge (Die Kohärenztheorie des Wissens) internationale Reputation. Damit bezog er 1969 eine Gegenposition zum Fundamentalismus. BonJour ergänzte und wiederbelebte den Standpunkt von Descartes. In dem im Jahr 1999 erschienenen Werk The dialectic of foundamentalism and coherentism (Dialektik des Fundamentalismus und des Kohärentismus') weicht er von seiner ursprünglichen Idee der Kohärenz wieder ab und tendiert zum Fundamentalismus.

## Veröffentlichungen
- The Coherence Theory of Empirical Knowledge. In: Philosophical Studies 30 (1976), S. 281–312.
- The Structure of Empirical Knowledge. (Cambridge, MA: Harvard University Press, 1985), S. xiii, 258.
- In Defense of Pure Reason. (London: Cambridge University Press, 1998), S. xiv, 232.
- Epistemology: Classic Problems and Contemporary Responses. (Lanham, MD: Rowman & Littlefield, 2002), S. viii, 283.
- Epistemic Justification: Internalism vs. Externalism, Foundations vs. Virtues (zusammen mit Ernest Sosa). (Oxford: Blackwell, 2003), S. vii, 240.
- Philosophical Problems: An Annotated Anthology (zusammen herausgegeben mit Ann Baker). (New York: Longman, 2005), S. xvi, 876.